# أليساندرو سالفي
أليساندرو سالفي (بالإيطالية: Alessandro Salvi)‏ (5 يونيو 1988 ببيرغامو في إيطاليا - ) هو لاعب كرة قدم إيطالي في مركز الوسط. لعب مع نادي براتو وUC AlbinoLeffe ‏.

## وصلات خارجية
- أليساندرو سالفي على موقع قاعدة بيانات كرة القدم.إي يو (الإنجليزية)
- أليساندرو سالفي على موقع Soccerbase.com (لاعب) (الإنجليزية)
- أليساندرو سالفي على موقع Soccerway.com (الإنجليزية)
- أليساندرو سالفي على موقع عالم كرة القدم.نت (الإنجليزية)